# Qubur al-Walayida
Koordinaten: 31° 20′ 5″ N, 34° 29′ 5″ O
Qubur al-Walayida (arabisch قبور الولايدة, DMG Qubūr al-Walāyida ‚Gräber der [Banu] Walaydah‘ (ein Beduinenstamm), auch Qubūr al-Walaydah; hebräisch קוּבּוּר אַל-וַלָאיְדָה) ist der heutige arabische Name einer archäologischen Fundstätte zwischen Gaza und Beʾer Scheva an der Weihrauchstraße in Israel. Die Qubur al-Walayida liegen am rechten (östlichen) Ufer des Besor jeweils Luftlinie etwa acht Kilometer südöstlich Reʿims, neun Kilometer nordöstlich Magens und zwölf Kilometer westlich Ofaqims im Landstrich Chevel Eschkol, der hier zum Regionalverband Eschkol gehört.

## Bedeutung
Zur wissenschaftlichen Bedeutung der Grabung informierte Prof. Niemann (Theologische Fakultät der Uni Rostock):
„Qubûr al-Walâyidah liegt im Übergang zwischen der Küstenebene im Westen und der Steppe bzw. der Wüste im Osten. Uns interessiert der Austausch und die jeweilige Besonderheit von bäuerlichen Gesellschaften und Nomaden, wie sie sich in den materiellen Hinterlassenschaften eines Dorfes am Rand der Trockenfeldbau-Region zeigen. Das Projekt beschäftigt sich auch mit der Analyse kultureller und sozialer Übergänge zwischen der Küstenebene und den östlich lebenden Gruppen im südlichen Schephelah-Hügelland, dem Gebirge Juda und dem Nord-Negev.  …  Qubûr al-Walâyidah liegt am Ostrand des Nahal Besor (Wadi al-Ghazze). Der Name weist auf einen nahegelegenen Friedhof des hier früher siedelnden Beduinenstammes der Bani Walâyidah. Bei früheren Oberflächenbegehungen von G. Lehmann, S. A. Rosen und H. M. Niemann zeigte sich die Siedlung als eine vermutlich mehr als mittelgroße Dorf-Siedlung von max. 4 ha … “

## Grabungen
Erste Grabungen fanden 1977 unter der Leitung von Rudolf Cohen statt. Nach einem Survey im Gebiet von Qubur al-Walaydah im Jahre 2005 führten die Universitäten Beʾer Scheva, Rostock und Leipzig 2007 eine Grabungskampagne durch. Die Ergrabung von Qubur al-Walayida wird von der Deutschen Forschungsgemeinschaft im Rahmen des Sonderforschungsbereiches 586 „Differenz und Integration“ gefördert.
Bisher wurden nach einem Schachbrettsystem zwei Bereiche ergraben. In Feld 1 fand sich eine monumentale Struktur aus der Spätbronzezeit und der Eisenzeit I, die als ägyptische Festungsanlage gedeutet werden kann. Im benachbart liegenden Feld 2 fanden sich Siedlungsspuren aus der Eisenzeit II, die auf eine deutlich gesunkene Größe und Bedeutung der Siedlung schließen lassen.